# Camille Ney
Pour les articles homonymes, voir Ney.
Camille Ney, né le 1er janvier 1919 à Ell (Luxembourg) et mort le 29 août 1984 à Luxembourg (Luxembourg), est un médecin-vétérinaire et homme politique luxembourgeois, membre du Parti populaire chrétien-social (CSV).

## Biographie

### Activités professionnelles
Camille Ney est médecin-vétérinaire de profession.

### Carrière politique
Lors des élections du 7 juin 1964, Camille Ney fait son entrée à la Chambre des députés pour la circonscription Nord. Il est réélu à celles de 1968, de 1974 et de 1979.
Du 5 juillet 1971 au 19 septembre 1972, Camille Ney est secrétaire d’État à l’Agriculture et à la Viticulture et secrétaire d’État à l’Éducation nationale puis, du 19 septembre 1972 au 15 juin 1974, ministre de l’Agriculture et de la Santé publique dans le gouvernement dirigé par Pierre Werner,,. Du 16 juillet 1979 au 3 décembre 1982, il intègre de nouveau le nouveau gouvernement dirigé par Pierre Werner en tant que ministre de l’Agriculture, de la Viticulture et des Eaux et Forêts,. À la suite du décès de Jean Wolter survenu le 22 février 1980, il est chargé du portefeuille de l'Intérieur à titre intérimaire jusqu'au 3 mars 1980.
Entre le 18 décembre 1974 et 16 juillet 1979, il représente le Luxembourg au Parlement européen.